# Castello di Josselin
Il castello di Josselin (in francese: château de Josselin) – noto anche come château Rohan (da non confondere con il  château des Rohan  di Pontivy) – è uno dei più famosi castelli bretoni; è un castello medievale e rinascimentale in stile gotico fiammeggiante, eretto agli inizi dell'XI secolo (e più volte ricostruito tra il XIII secolo e gli inizi del XVI secolo) su uno sperone roccioso lungo il fiume Oust nella cittadina di Josselin come roccaforte della dinastia dei Rohan, i quali tuttora vi abitano.

## Storia
Il castello fu costruito a partire dal 1008 su ordine di Guéthénoc, visconte Porhoët, di Rohan e Guéméné.,
Venne in seguito distrutto dagli Inglesi, nel 1168, e ricostruito nel secolo successivo.,
Nel XIV secolo vennero erette le quattro torri attuali, per volere di Olivier V de Clisson (1336 – 1407), marito di Marguerite de Rohan.,
Nuovamente distrutto nel 1488 in seguito ai conflitti tra i Rohan e i duchi di Bretagna, fu poi ricostruito nel 1490 e nel 1510.

## Caratteristiche
Il castello si trova in Place de la Congrégation. Venne costruito in granito, presenta quattro torri ed è dotato di pinnacoli, balaustre ecc. e decorato con ermellini, gigli e losanghe., Nelle scuderie si trova anche un museo delle bambole. Inoltre nel castello sono stati realizzati, tra il XIX secolo e il XX secolo, un giardino alla francese, un giardino all'inglese e un roseto.

## Punti d'interesse
Sala da pranzo

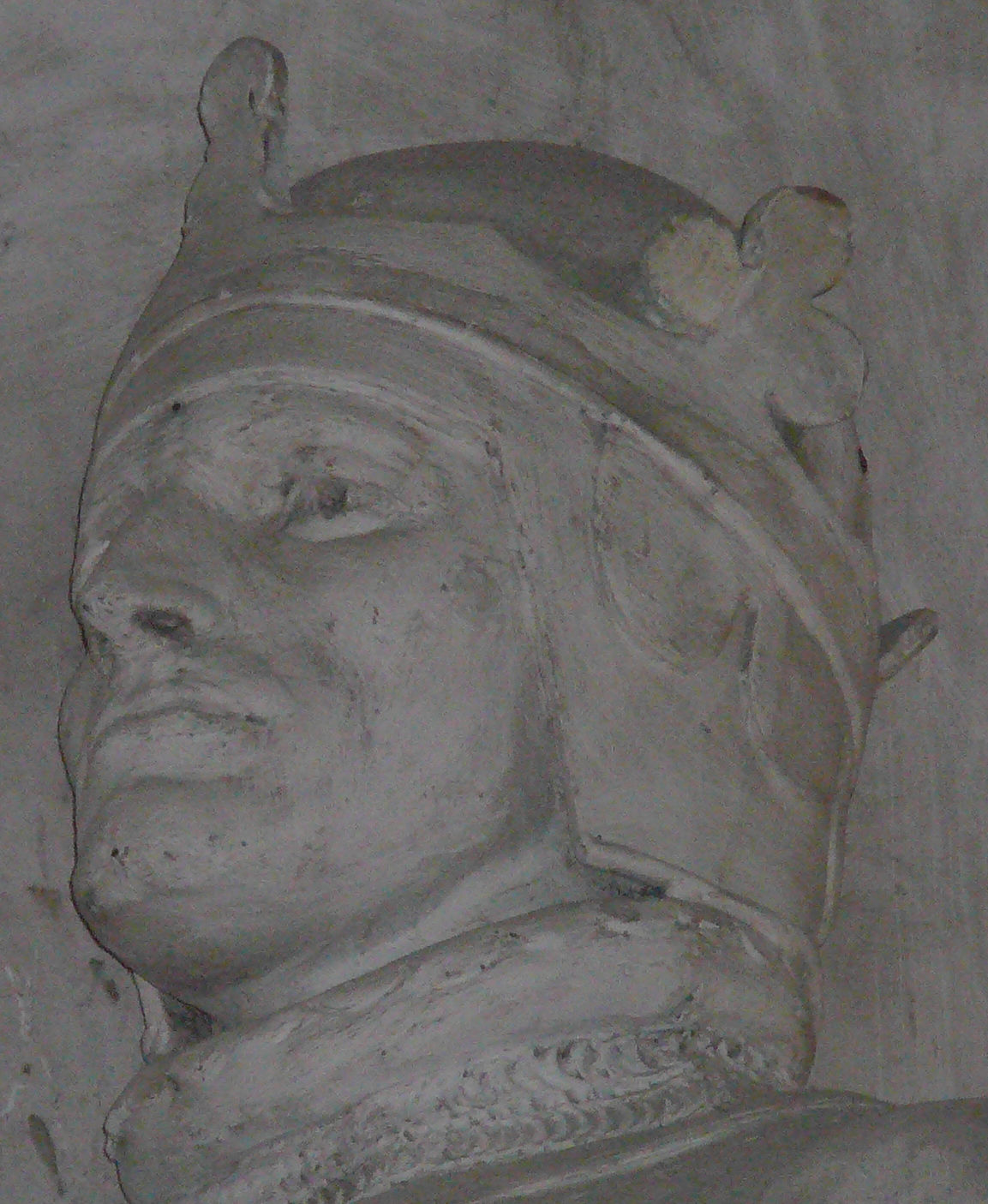
Castello di Josselin: particolare della statua equestre di Olivier V de Clisson

La sala da pranzo misura 15 metri in lunghezza e 9 in larghezza.
Nella stanza, si trova la monumentale statua equestre di Olivier V de Clisson, opera del 1892 di Emmanuel Fremiet.
Biblioteca
La biblioteca del castello ospita ca. 3.000 volumi.
Scuderie/Museo delle bambole
Le ex-scuderie ospitano il Musée des Poupées (“Museo delle bambole, una collezione di ca. 500 bambole, con costumi originali e con vari accessori, risalenti al XVII – XX secolo.
Giardino alla francese
Il giardino alla francese venne costruito agli inizi del XX secolo davanti alla facciata rinascimentale su progetto di Achille Duchêne.
Giardino all'inglese
Progettato da Achille Duchêne è anche il giardino all'inglese.

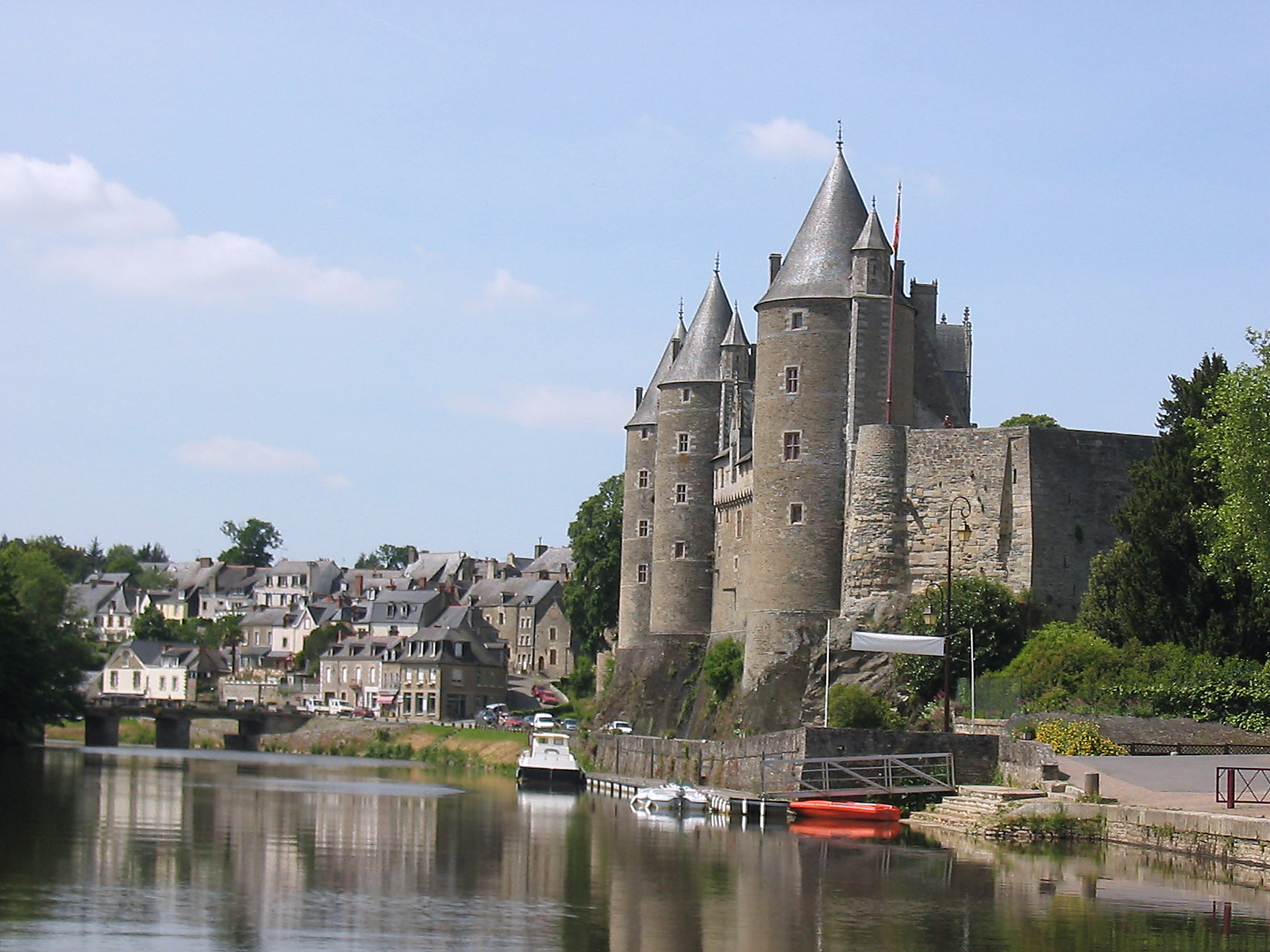
Bretagna: Il castello di Josselin lungo il corso del fiume Oust
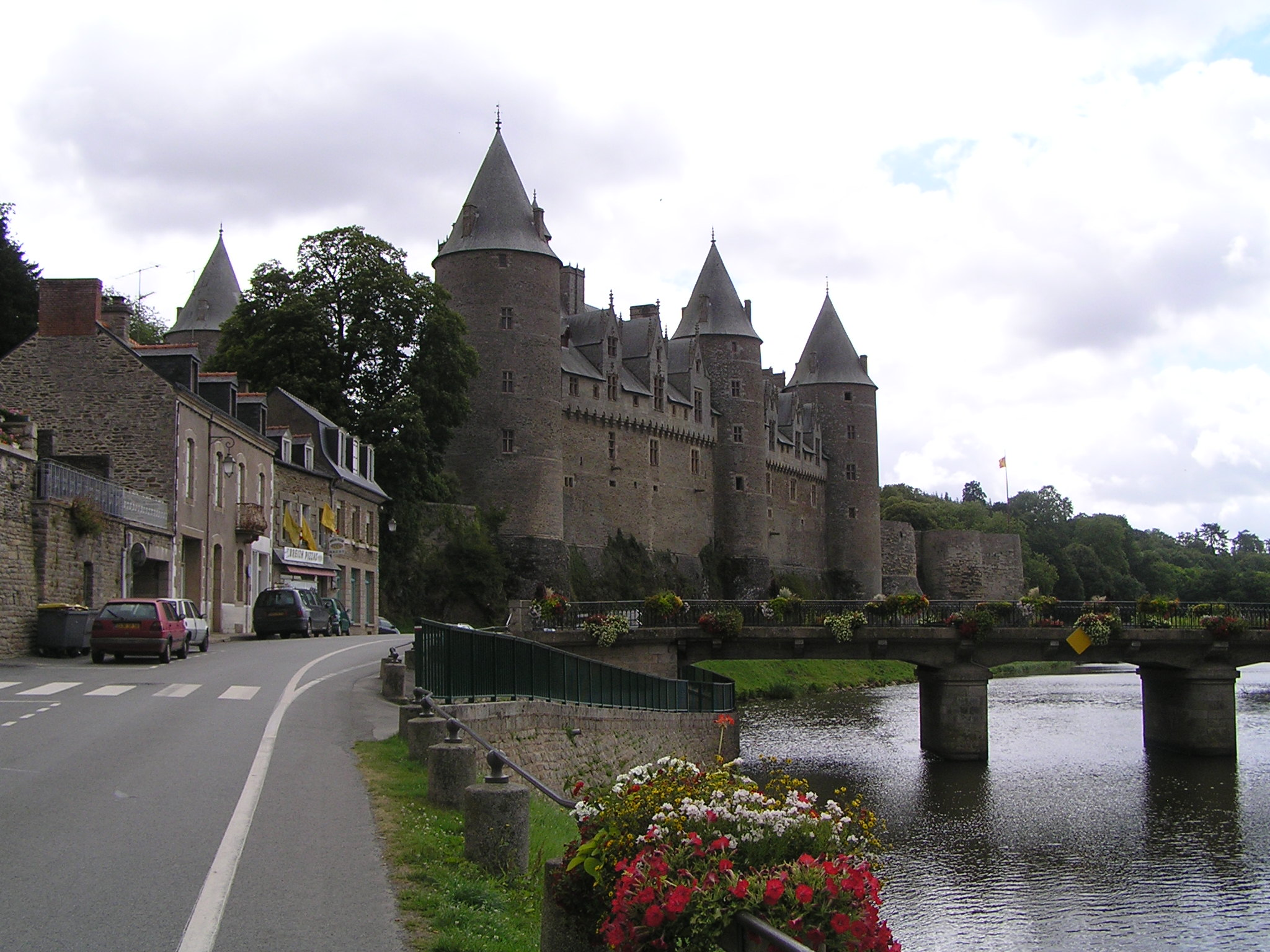
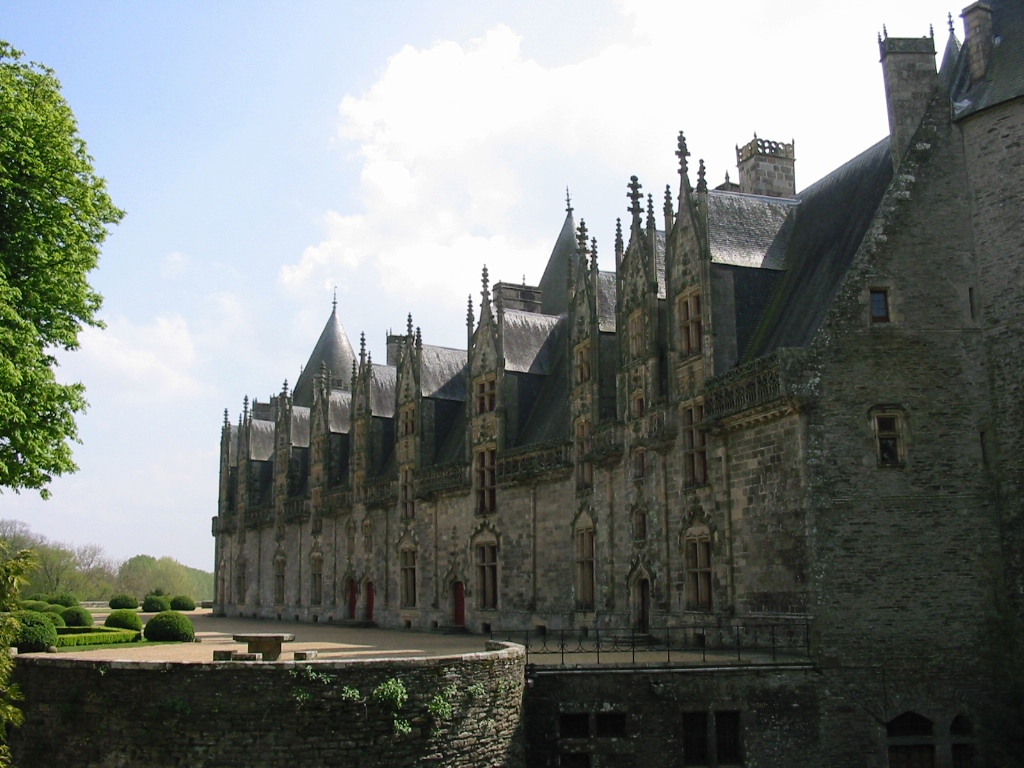
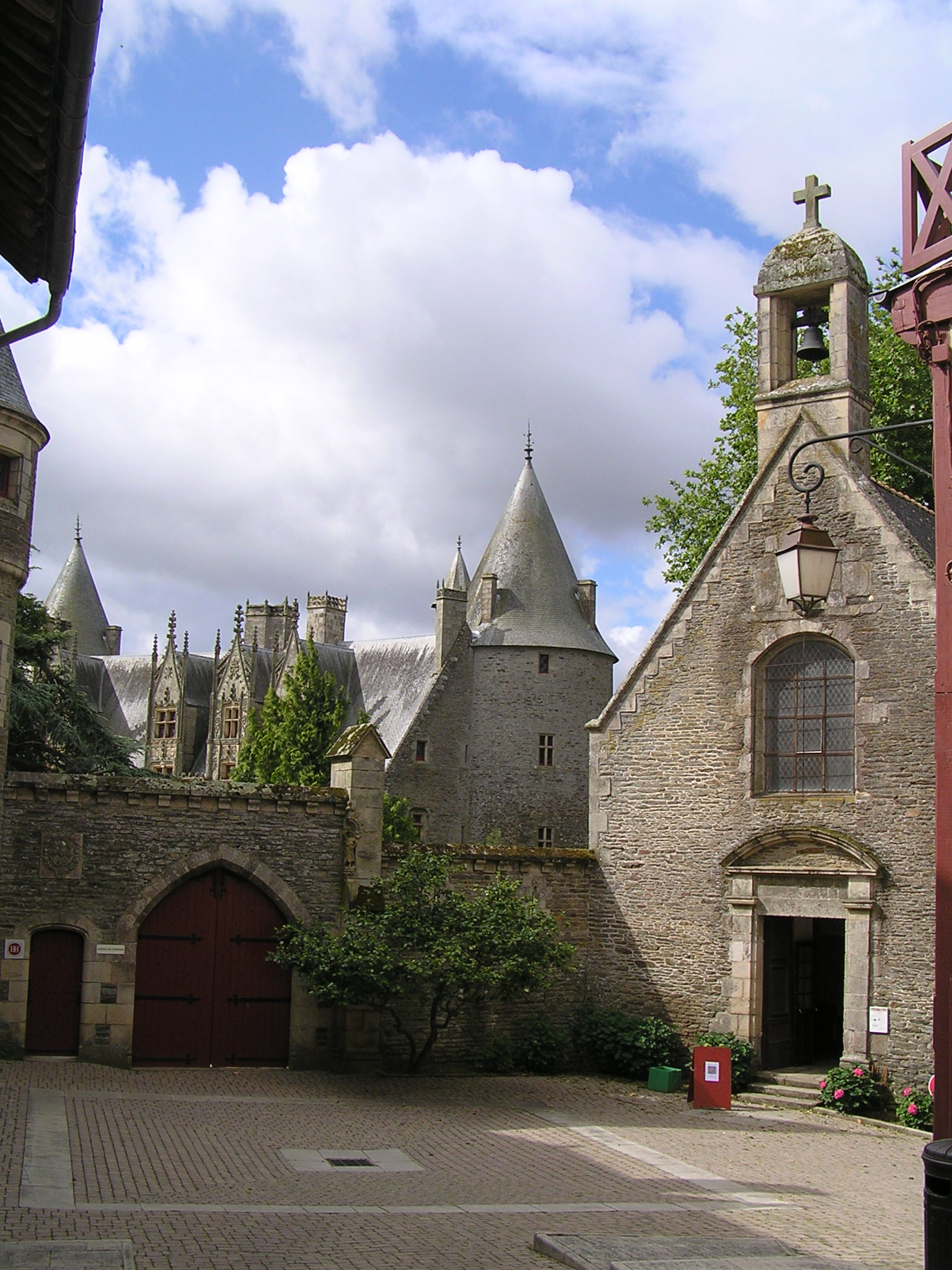
Entrata principale
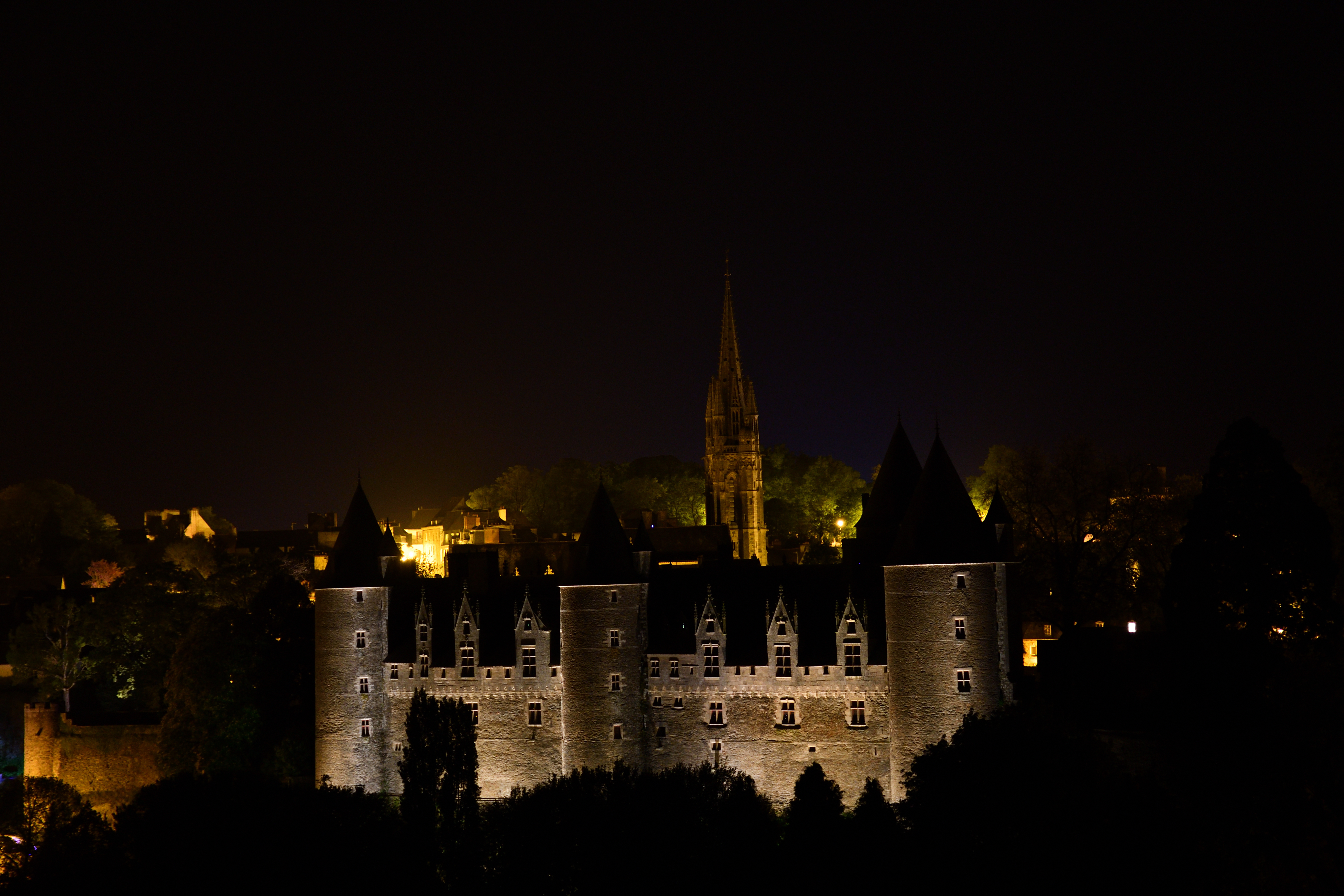
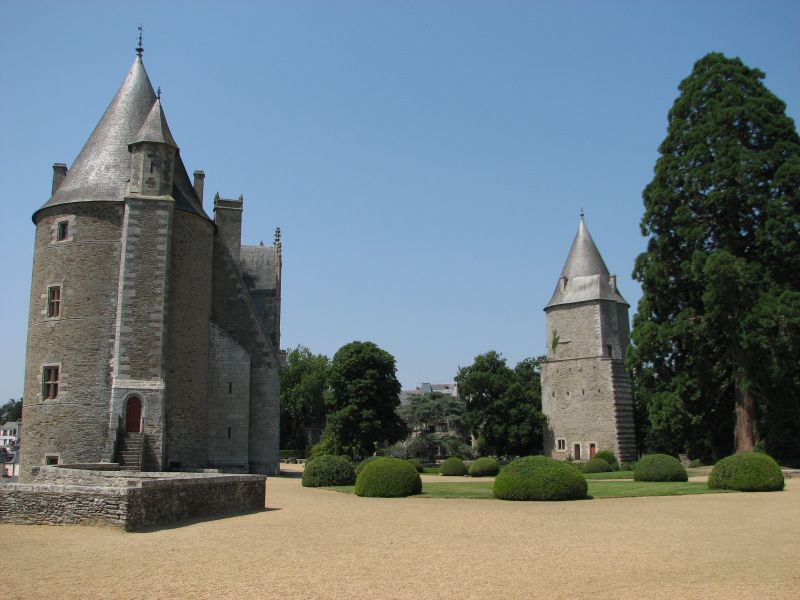
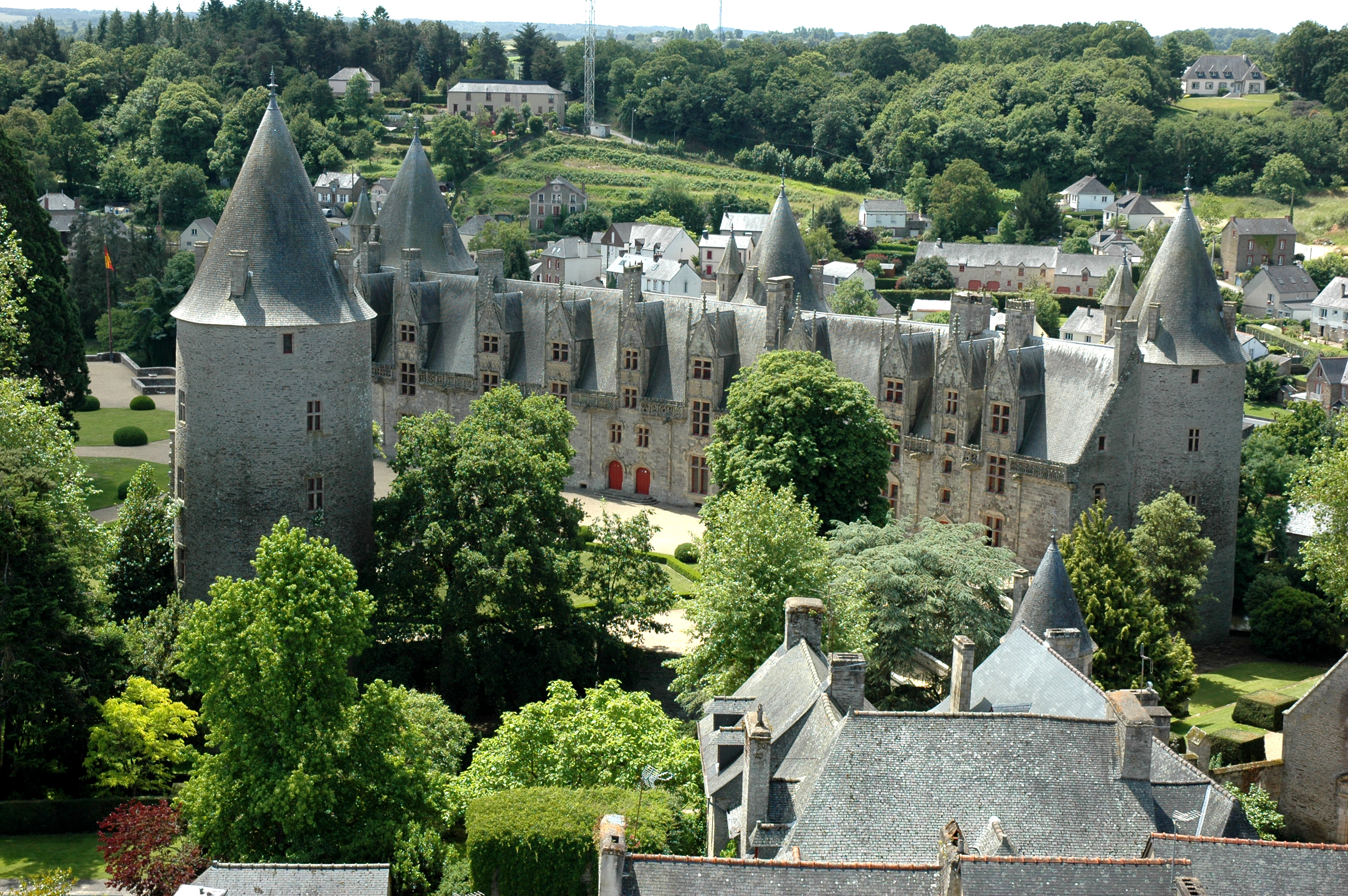